# جوادنيولي
جوادنيولي Filippo Guadagnoli توفي عام (1066 هـ/1656 م) وهو مستشرق وراهب فرنشسكاني، إيطالي.
من آثاره: «دفاع عن الدين المسيحي، ردّاً على مطاعن أحمد بن زين العابدين الفارسي الأصفهاني في كتابه «صاقل المرآة»، الصادر في روما سنة 1631م، كما ترجم الكتاب المقدس وعمل أبراهام الحقلاني ولويجي مرتشي على نشرها.